# Götz Kauffmann
Götz Kauffmann (* 15. Jänner 1949 in Wien; † 26. Jänner 2010 ebenda) war ein österreichischer Schauspieler, Kabarettist und Buchautor.

## Leben
Götz Kauffmann, mit bürgerlichem Namen Gottfried Maria Friedrich Marcellinus Kauffmann, war Sohn des Wiener Orgelbauers Johann M. Kauffmann und erlernte von 1964 bis 1968 auch selbst das Handwerk des Orgelbaus. Seine Schauspielausbildung absolvierte er bis 1972 am Max Reinhardt Seminar in Wien. Frühe Engagements führten ihn bis 1977 an das Salzburger Landestheater, danach an das Raimundtheater und das Theater in der Josefstadt in Wien.
Einer breiteren Öffentlichkeit wurde er durch Fernsehserien wie Ein echter Wiener geht nicht unter (1975–1979), Mozart und Meisel (1987) und Kaisermühlen Blues (1992–1999), sowie Rollen in Filmen bekannt. Er wirkte an zahlreichen nationalen und internationalen Filmproduktionen mit, darunter der vielbeachteten Neuverfilmung der Geschichten aus dem Wienerwald (1979), in der er unter der Regie von Maximilian Schell den Oskar spielte, Verlassen Sie bitte Ihren Mann! (1993) unter der Regie von Reinhard Schwabenitzky mit dessen Gattin Elfi Eschke, Wolfgang Böck und Helmut Griem und Echte Wiener – Die Sackbauer-Saga (2008).
Neben seiner Tätigkeit als Filmschauspieler stand er auch immer wieder als Theaterschauspieler und mit eigenen Kabarettprogrammen auf der Bühne. So war er 1980 Gründer der Arge Kabarett und präsentierte 1983 sein erstes Soloprogramm Götz-Zitate. Seit 1983 gab Kauffmann außerdem Sprechunterricht, einer seiner Schüler war Gerald Pichowetz. Er lieh zudem Werbespots seine Stimme. Zuletzt lebte er als freischaffender Künstler in Wien und spielte wiederholt Hauptrollen am Gloria-Theater. Von der Stadt Wien wurde er mit dem Goldenen Rathausmann ausgezeichnet.
In seinem im Jahr 1999 erschienenen autobiographischen Buch Meine Abrechnung. Zwischen Kaisermühlen-Blues und Suff erlaubt er tiefe Einsichten in sein Seelenleben. Darin berichtete er von drei gescheiterten Ehen, Depressionen und Alkoholexzessen. Mit dem Betrieb des Nachtlokals „Fledermaus“, in dem lange Zeit Gerhard Bronner aufgetreten war, ging Kauffmann 1992 pleite.
Seit längerem litt er bereits unter schwerem Diabetes.
Seinen letzten Geburtstag feierte Kauffmann, von seinen Krankheiten gezeichnet und abgemagert, im Kreise seiner Künstlerkollegen, seines Bruders und seiner drei Kinder. Er starb im Alter von 61 Jahren und wurde auf dem Baumgartner Friedhof in Wien im Familiengrab (Gruppe K1, Nummer 75) beigesetzt.
Kauffmann war als bekennender Anhänger der Freimaurerei Mitglied einer irregulären Loge.

## Rollen (Theater)
- 1970–1972: Die Zwillinge von Venedig, Bauernhof-Theater in Meggenhofen (OÖ)
- 1970–1972: Das Kaffeehaus von Carlo Goldoni, Bauernhof-Theater in Meggenhofen (OÖ)
- 1970–1972: Urfaust, Bauernhof-Theater in Meggenhofen (OÖ)
- 1972: Wie es Euch gefällt (Probstein), Landestheater Salzburg
- 1972: Wiener Blut (Kagler), Landestheater Salzburg
- 1972: Lumpazivagabundus (Knieriem), Landestheater Salzburg
- 1978: Tscharlie der Kegel: Der uneheliche Sohn des Herrn Karl, Einpersonenstück von Herwig Seeböck, geschrieben für Götz Kauffmann
- 1978: Der tolle Tag oder die Hochzeit des Figaro, Salzburger Festspiele
- 1979: Die Heirat, Volkstheater Wien
- 1980: Die letzten Tag der Menschheit, Wiener Festwochen
- 1981–1982: Professuren, Theater der Courage
- 1981–1982: Mir san net aso, Theater in der Drachengasse
- 1981–1982: Der Talisman, Theater in der Josefstadt
- 1981–1982: Liliom, Theater in der Josefstadt
- 1985–1986: Turnhalle, Theater in der Drachengasse
- 1989: Das vierte Gebot, Sommerfestspiele Berndorf/Stadttheater
- 1990: Haben Sie nichts zu verzollen, Theater in der Josefstadt
- 1991: Orpheus in der Unterwelt, Wiener Kammeroper
- 2005: Wiener Blut, Musik Theater Schönbrunn
- 2007: Die Fledermaus, Musik Theater Schönbrunn

## Filmografie
- 1971: Tatort – Mordverdacht, damals noch als Gottfried Kauffmann
- 1975–1979: Ein echter Wiener geht nicht unter
- 1976: Die Alpensaga, Teil 1 – Liebe im Dorf
- 1977: Tatort – Der vergessene Mord
- 1977: Die Alpensaga, Teil 3 – Das große Fest
- 1978: Aus dem Leben eines Dicken
- 1978: Singles
- 1979: Geschichten aus dem Wienerwald
- 1979: Feuer! (Off-Stimme)
- 1980: Car-napping – bestellt – geklaut – geliefert
- 1981: Kottan ermittelt – Die Beförderung
- 1984: Didi – Der Doppelgänger
- 1987: Mozart und Meisel
- 1987: Heiteres Bezirksgericht - Folge 3 Frisch gestrichen
- 1992–1999: Kaisermühlen Blues
- 1993: Verlassen Sie bitte Ihren Mann!
- 1993: Die Rebellion
- 1995: Schwarze Tage
- 1995: Tödliche Liebe
- 1995: El Chicko – der Verdacht
- 1996: Der See
- 1996: Hochwürdens Ärger mit dem Paradies
- 1999: Fink fährt ab
- 2001–2002:  Dolce Vita & Co
- 2001: Ene mene muh – und tot bist du, Regie: Houchang Allahyari
- 2008: Echte Wiener – Die Sackbauer-Saga

## Kabarett
- 1977: Stichwort über …
- 1983: Götz-Zitate (erstes Soloprogramm)
- 1987: Aber der Kopf is’ no oben
- 1988: Geschafft
- 1988: Duell/Duett
- 1988: Alles Theater
- 1991: Mir stinkt’s
- 1999: Tick Tak Talk
- 1999: Warten auf die Talkshow

## Bücher
- Meine Abrechnung. Zwischen Kaisermühlen-Blues und Suff. Aufgezeichnet von Gerald Vukits. Ueberreuter, Wien 1999, ISBN 3-8000-3735-1.
- Küss die Hand? Mein Wiener Wörterbuch. Lustiger Sprachführer der Wiener Mundart & Wiener Küche. Illustriert von Stefan Torreiter. Verlag 66, Amstetten 2003, ISBN 3-902211-06-7.
Neuauflage: Kral Ges.m.b.H., Berndorf 2009, ISBN 978-3-902447-55-5.